# Georgetown (Idaho)
Georgetown – miasto w Stanach Zjednoczonych, w stanie Idaho, w hrabstwie Bear Lake.